# Vasas Sport Club
El Vasas Sport Club és un club d'esport hongarés, de la ciutat de Budapest. Va ser fundat el 1911 per l'Associació Hongaresa de Treballadors de l'acer, d'on li ve el nom, que en hongarés significa "algú que treballa amb metalls". Actualment juga a la primera divisió de la lliga hongaresa.

## Història
Evolució del nom:
- 1911-1925: Vas-és Fémmunkások Sport Clubja
- 1926-1943: Vasas SC
- 1943-1944: Nemzeti Nehézipari Munkások Kinizsi SC
- 1944-1949: Vasas SC
- 1949-1957: Budapesti Vasas SC
- 1957-2003: Vasas SC
- 2003-2009: Budapesti Vasas SC
- 2009-avui: Vasas SC

## Palmarès

### Tornejos nacionals
- Lliga hongaresa (6): 1957, 1961, 1962, 1965, 1966, 1977[2]
- Copa d'Hongria (4): 1955, 1973, 1981, 1986[2]

### Tornejos internacionals
- Copa Mitropa (7): 1956, 1957, 1960, 1962, 1965, 1970, 1983

## Jugadors històrics
- László Kubala
- Franz Platko
- Gusztáv Sebes
- Gyula Lóránt
- Rudolf Illovszky
- Kálmán Mészöly
- Pál Berendi

## Seccions
La secció de futbol és una de les 15 de les que desposa el Vasas Sport Club. A part del futbol, el club compta actualment amb les següents seccions:
- Waterpolo
- Handbol
- Voleibol
- Lluita
- Boxa
- Esgrima
- Tennis
- Atletisme
- Escacs
- Bàsquet
- Esquí
- Patinatge sobre gel
- Rem
- Touring